# Canatha
Canatha (łac. Diocesis Canathenus) – stolica historycznej diecezji w Cesarstwie rzymskim w prowincji Arabia. Współczesne miasto Kanawat w południowej Syrii. Obecnie katolickie biskupstwo tytularne. 

## Biskupi tytularni
| Lp. | Biskup                                       | Funkcja                                            | Od                  | Do                   |
| --- | -------------------------------------------- | -------------------------------------------------- | ------------------- | -------------------- |
| 1   | Guillaume Piguel                             | wikariusz apostolski Quy Nhơn (Wietnam)            | 29 lipca 1762       | 21 czerwca 1771      |
| 2   | Pierre Denaut                                | biskup koadiutor Quebecu                           | 30 września 1794    | 1 września 1797      |
| 3   | Joseph-Octave Plessis                        | biskup koadiutor Quebecu                           | 26 kwietnia 1800    | 17 stycznia 1806     |
| 4   | Domingo de Silos Santiago Apollinario Moreno | administrator apostolski Caracas (Wenezuela)       | 16 marca 1818       | 21 marca 1825        |
| 5   | Luigi Maria Blancis da Ciriè                 | administrator apostolski Syros (Grecja)            | 26 lipca 1825       | 15 marca 1830        |
| 6   | Joseph Schuberth                             | biskup pomocniczy wrocławski                       | 30 września 1831    | 12 sierpnia 1835     |
| 7   | Antonio de Franci                            | biskup pomocniczy Ostii                            | 2 października 1837 | 1855                 |
| 8   | Spirydion Litwinowicz                        | biskup pomocniczy lwowski                          | 8 kwietnia 1857     | 28 września 1863     |
| 9   | Édouard-Auguste Dubar                        | wikariusz apostolski Xianxian (Chiny)              | 9 września 1864     | 1 lipca 1878         |
| 10  | Marie-Antoine-Louis Caspar                   | wikariusz apostolski Huế (Wietnam)                 | 23 marca 1880       | 13 czerwca 1917      |
| 11  | Paweł Kubicki                                | biskup pomocniczy sandomierski                     | 29 lipca 1918       | 11 lutego 1944       |
| 12  | Frédéric Duc                                 | biskup koadiutor Saint-Jean-de-Maurienne (Francja) | 30 maja 1944        | 14 marca 1946        |
| 13  | Silvino Martínez                             | biskup pomocniczy Rosario (Argentyna)              | 7 października 1946 | 23 października 1954 |
| 14  | Clovis Joseph Thibauld                       | biskup-prałat Davao (Filipiny)                     | 29 grudnia 1954     | 11 lipca 1966        |
| 15  | Maroun Ammar                                 | biskup pomocniczy Dżubby, Sarby i Dżuniji (Liban)  | 16 czerwca 2012     | 17 czerwca 2017      |
| 16  | Mathew Manakkarakavil                        | biskup pomocniczy Trivandrum (Indie)               | 7 maja 2022         | 30 maja 2025         |